# ضيفد إبطي
ضيفد إبطي (الاسم العلمي: Dyschoriste axillaris) هو نوع من النباتات يتبع جنس الضيفد من الفصيلة الأقنتية.